# Баркая Володимир Олександрович
Володимир Олександрович Баркая (груз. ვლადიმერ ბარქაია; 29 липня 1937, Гагра, Грузинська РСР, СРСР — 30 грудня 2022) — радянський футболіст, що грав на позиції нападника. Чемпіон СРСР.

## Спортивна кар'єра
Вихованець дитячо-юнацької спортивної школи міста Гагра (перший тренер — Реваз Шартава). З 1953 по 1955 рік виступав за місцеву команду «Торпедо». Свою майстерність відшліфовував під керівництвом Андро Жорданії у тбіліській Футбольній школі молоді (1956 рік).
Наступного сезону дебютував виступами за команду «Динамо» (Тбілісі), кольори якої і захищав протягом усієї кар'єри гравця, що тривала одинадцять років. З другого сезону був основним гравцем атакувальної ланки команди. 1959 року отримав звання «Майстер спорту» (разом з одноклубниками Джемалом Зейнклішвілі, Сергієм Котрікадзе, Михайлом Месхі і Гіві Чохелі).
Чемпіон СРСР 1964 року, двічі був бронзовим призером. В 1963 і 1965 роках — найвлучніший гравець команди в чемпіонаті (15 і 9 голів відповідно). Фіналіст кубка СРСР 1960 року. У вирішальному матчі відзначився голом на 26 хвилині. Всього провів 226 лігових матчів (68 забитих м'ячів), у кубку СРСР — 17 (9). На час завершення виступів — четвертий за результативністю гравець тбіліського «Динамо» (більше голів забили, на той час, Автанділ Гогоберідзе, Борис Пайчадзе і Заур Калоєв). У загальнокомандному заліку бомбардирів, з урахуванням всіх чемпіонатів СРСР — сьоме місце.
У дебютному матчі за національну збірну відзначився двома забитими м'ячами команді Данії. Гра відбіркового етапу на наступний чемпіонат світу проходила у Москві 27 червня 1965 року і завершився перемогою господарів поля з рахунком 6:0 (також голи забивали — Галімзян Хусаїнов, Слава Метревелі, Валерій Воронін і Михайло Месхі). Через тиждень грав у товариському матчі проти збірної Бразилії (поразка 0:3, «дубль» Пеле).
В 1968—1969 роках входив до тренерського штабу тбіліського «Динамо».

## Досягнення
- Чемпіон СРСР (1): 1964
- Третій призер (2): 1959, 1962
- Фіналіст кубка СРСР (1): 1960

## Статистика
Статистика клубних виступів:
| Сезон             | Команда           | Чемпіонат         | Чемпіонат | Чемпіонат | Кубок | Кубок |
| Сезон             | Команда           | Ліга              | Ігри      | Голи      | Ігри  | Голи  |
| ----------------- | ----------------- | ----------------- | --------- | --------- | ----- | ----- |
| 1957              | «Динамо» Тб       | Д-1               | 10        | 1         | 1     | 0     |
| 1958              | «Динамо» Тб       | Д-1               | 22        | 1         | 1     | 1     |
| 1959              | «Динамо» Тб       | Д-1               | 16        | 6         | 2     | 0     |
| 1960              | «Динамо» Тб       | Д-1               | 25        | 8         | 3     | 1     |
| 1961              | «Динамо» Тб       | Д-1               | 24        | 7         | 3     | 1     |
| 1962              | «Динамо» Тб       | Д-1               | 25        | 10        | 2     | 2     |
| 1963              | «Динамо» Тб       | Д-1               | 30        | 15        | —     | —     |
| 1964              | «Динамо» Тб       | Д-1               | 32        | 9         | 2     | 1     |
| 1965              | «Динамо» Тб       | Д-1               | 27        | 9         | 3     | 3     |
| 1966              | «Динамо» Тб       | Д-1               | 14        | 1         | —     | —     |
| 1967              | «Динамо» Тб       | Д-1               | 1         | 0         | —     | —     |
| Усього за кар'єру | Усього за кар'єру | Усього за кар'єру | 226       | 68        | 17    | 9     |

Статистика виступів за збірну:
| Дата       | Місто  | Господарі | Результат | Гості    | Турнір            | Голи | Примітки |
| ---------- | ------ | --------- | --------- | -------- | ----------------- | ---- | -------- |
| 27/06/1965 | Москва | СРСР      | 6 – 0     | Данія    | Відбір до ЧС 1966 | 2    |          |
| 04/07/1965 | Москва | СРСР      | 0 – 3     | Бразилія | товариський матч  | -    | 68'      |
| Усього     |        | Матчів    | 2         |          | Голів             | 2    |          |